# Masacre de la discoteca Pulse de Orlando
La masacre de la discoteca Pulse de Orlando fue un tiroteo ocurrido el 12 de junio de 2016, en donde 49 personas murieron y 53 resultaron heridas en la discoteca gay Pulse, de la ciudad estadounidense de Orlando (Florida). El autor del atentado, Omar Mir Seddique Mateen, falleció también al ser abatido por la policía. El terrorista juró lealtad al Estado Islámico justo antes del ataque y el grupo asumió su autoría.
El ataque es el segundo tiroteo con mayor número de muertes en la historia de Estados Unidos. Fue considerado en su momento el ataque con armas de fuego con mayor número de muertos en los Estados Unidos desde los atentados del 11 de septiembre de 2001 hasta el atentado de Las Vegas de 2017, que dejó 59 muertos.

## Atentado

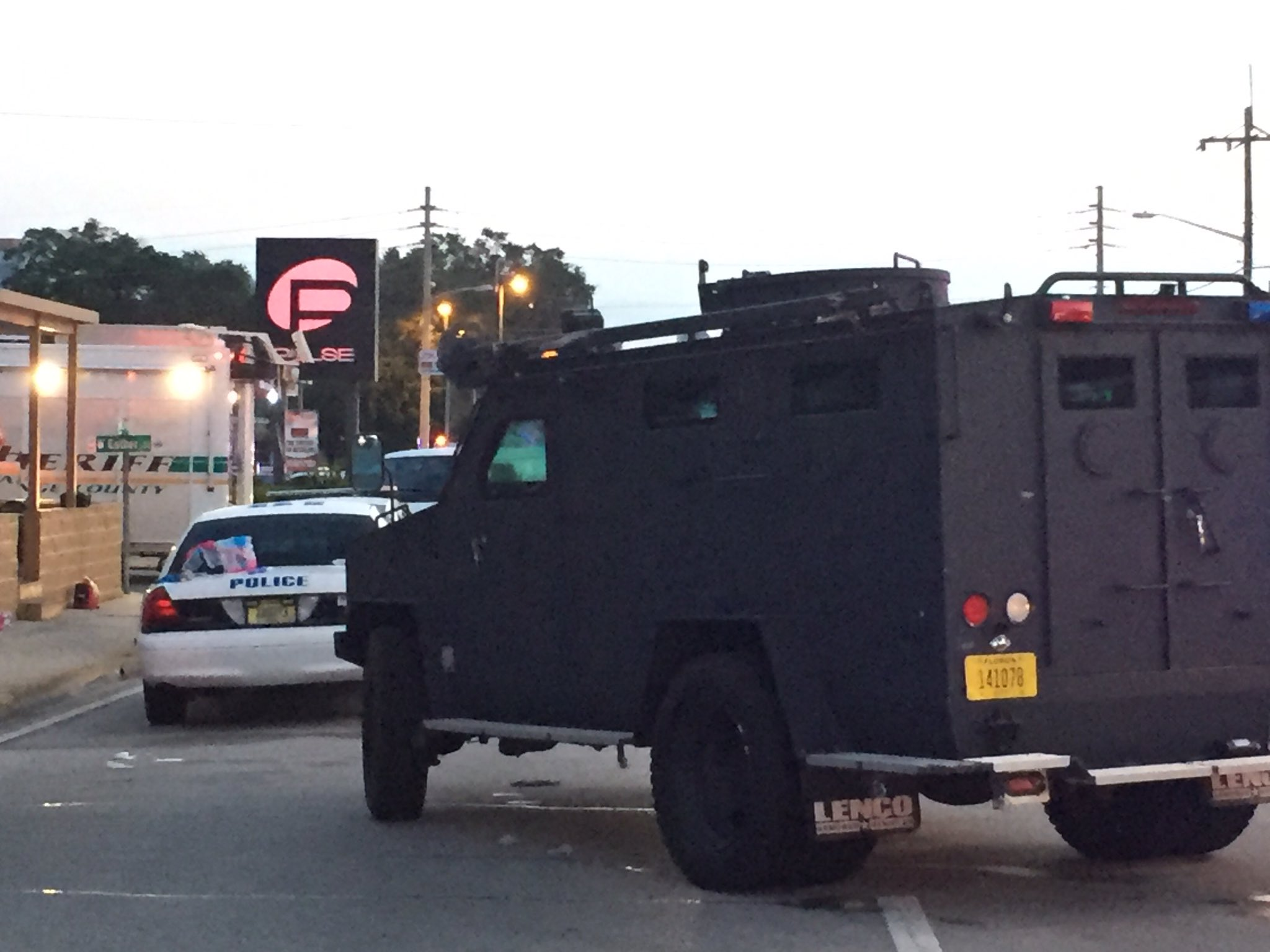
Vehículo del SWAT delante de la discoteca Pulse

El 12 de junio, hacia las 2:02 de la mañana, se oyeron tiros y un policía de Orlando (OPD) situado frente al Club intercambió disparos con una persona armada, que devolvió los disparos. La discoteca Pulse escribió en su página de Facebook a las 2:09: «Que todo el mundo salga de Pulse y sigan corriendo». El hombre armado llevaba un fusil semiautomático SIG Sauer MCX, una pistola Glock 17 de 9 mm y un «aparato» que las fuerzas de seguridad creían que era otra amenaza. Después de que llegaran varios policías adicionales, el hombre se retiró dentro del club y comenzó a tomar como rehenes a los clientes.
Un negociador de crisis fue enviado al lugar, mientras que el hombre armado se encerraba con los rehenes. El tirador afirmaba tener un artefacto explosivo.
Hacia las 5:00 de la mañana, policías pertenecientes al equipo de élite SWAT entraron en la discoteca y se produjo un intercambio de disparos. Treinta rehenes fueron liberados, un policía recibió una herida de bala no letal en la cabeza y fue hospitalizado, y la policía confirmó que el tirador también había muerto. Un portavoz de la policía afirmó que no se sabía si el hombre había disparado a las víctimas al principio del ataque o si los había asesinado después.
La esposa de Mateen, Noor Salman, fue juzgada por complicidad en el atentado y obstrucción a la justicia pero resultó absuelta de todos los cargos.

## Víctimas
49 muertes fueron confirmadas y 53 personas fueron heridas de gravedad en el tiroteo. Varias estaban en condición crítica y sometidas a cirugía en hospitales locales. La mayoría de las víctimas eran de origen hispano, sobre todo puertorriqueños, dominicanos y venezolanos, ya que los sábados se celebraba la «noche latina» en el Pulse.
Nombres de víctimas confirmadas son:
- Edward Sotomayor Jr., 34
- Stanley Almodóvar III, 23
- Luis Omar Ocasio-Capo, 20
- Juan Ramón Guerrero, 22
- Eric Iván Ortiz-Rivera, 36
- Peter O. González-Cruz, 22
- Luis S. Vielma, 22
- Kimberly Morris, 37
- Eddie Jamoldroy Justice, 30
- Darryl Roman Burt II, 29
- Deonka Deidra Drayton, 32
- Alejandro Barrios Martínez, 21
- Anthony Luis Laureano Disla, 25
- Jean Carlos Méndez Pérez, 35
- Franky Jimmy Dejesus Velázquez, 50
- Amanda Alvear, 25
- Martín Benítez Torres, 33
- Luis Daniel Wilson-León, 37
- Mercedez Marisol Flores, 26
- Xavier Emmanuel Serrano Rosado, 35
- Gilberto Ramón Silva Menéndez, 25
- Simón Adrián Carrillo Fernández, 31
- Óscar A Aracena-Montero, 26
- Enrique L. Ríos, Jr., 25
- Miguel Ángel Honorato, 30
- Javier Jorge-Reyes, 40
- Joel Rayón Paniagua, 32
- Jason Benjamin Josaphat, 19
- Cory James Connell, 21
- Juan P. Rivera Velázquez, 37
- Luis Daniel Conde, 39
- Shane Evan Tomlinson, 33
- Juan Chávez-Martínez, 25
- Jerald Arthur Wright, 31
- Leroy Valentín Fernández, 25
- Tevin Eugene Crosby, 25
- Jonathan Antonio Camuy Vega, 24
- Jean C. Nives Rodríguez, 27
- Rodolfo Ayala-Ayala, 33
- Brenda Lee Márquez McCool, 49
- Yilmary Rodríguez Sulivan, 24
- Christopher Andrew Leinonen, 32
- Ángel L. Candelario-Padro, 28
- Frank Hernández, 27
- Paul Terrell Henry, 41
- Antonio Davon Brown, 29
- Christopher Joseph Sanfeliz, 24
- Akyra Monet Murray, 18
- Gerardo A. Ortiz-Jiménez, 25

## Lugar del ataque
La discoteca Pulse fue inaugurada en 2004 por Barbara Poma y Ron Legler. Se realizaban actuaciones temáticas cada noche y tenía un programa mensual con acontecimientos educativos dedicados a la comunidad LGBT. Según el Orlando Weekly, Pulse tiene «tres pistas repletas y palpitantes de chicos bailones, jovencitos y jóvenes de corazón, y los bailarines del bar son generalmente guapísimos».
La discoteca ya había tenido un tiroteo en mayo de 2013.

## Autor

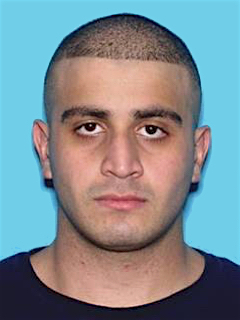
Foto de la licencia de conducir de Mateen.

El tirador fue identificado como Omar Mateen, de 29 años, un estadounidense nacido en New Hyde Park, Nueva York. Sus padres eran afganos y él se crio como musulmán. En el momento del tiroteo, vivía en un complejo de apartamentos en Fort Pierce, Florida, 117millas (188km) de la discoteca Pulse en Orlando.
El cuerpo de Mateen fue enterrado en el cementerio musulmán del sur de Florida, cerca de Hialeah Gardens.

### Vida personal
Desde octubre de 2006 hasta abril de 2007, Mateen se formó para ser guardia de prisiones del Departamento de  Correcciones de la Florida. Como empleado en período de prueba, recibió un «despido administrativo (que no implica mala conducta)» por recomendación de un alcaide después de que Mateen bromeara sobre llevar un arma a la escuela. Mateen siguió sin éxito una carrera en la aplicación de la ley, no pudo convertirse en un policía estatal de Florida en 2011 y obtener la admisión a una academia policial en 2015. Según un compañero de clase de la academia de policía, Mateen amenazó con disparar a sus compañeros de clase en una comida al aire libre en 2007 «después de que su hamburguesa tocara carne de cerdo» en violación de las leyes dietarias islámicas. Otros testigos dijeron que vieron a Mateen beber alcohol e incluso «emborracharse».
Desde 2007, había sido guardia de seguridad de G4S Secure Solutions. La compañía dijo que dos evaluaciones, una realizada al momento de la contratación y la otra en 2013, no habían levantado señales de alarma. Mateen tenía una licencia estatal activa de armas de fuego y una licencia activa de oficial de seguridad, había pasado una prueba psicológica y no tenía antecedentes penales.
Después del tiroteo, la psicóloga que supuestamente evaluó y autorizó a Mateen para su licencia de armas de fuego en 2007 según los registros de G4S negó haberlo conocido o haber vivido en Florida en ese momento, y dijo que había dejado su práctica en Florida desde enero de 2006. G4S admitió que el formulario de Mateen tenía un «error administrativo» y aclaró que, en cambio, había sido autorizado por otro psicólogo de la misma firma que compró la práctica de la médico con el nombre incorrecto. Este médico no había entrevistado a Mateen, pero evaluó los resultados de una prueba estándar utilizada en la evaluación que realizó antes de ser contratado.
En 2009, Mateen se casó con su primera esposa, quien lo dejó a los pocos meses; el divorcio de la pareja se hizo definitivo en 2011. Después del ataque en el club nocturno, dijo que Mateen estaba «mentalmente inestable y mentalmente enfermo» y «obviamente perturbado y traumatizado», a menudo era físicamente abusivo y tenía antecedentes de uso de esteroides. Su autopsia reveló signos de uso prolongado y habitual de esteroides, por lo que se ordenaron más pruebas de toxicología para su confirmación. A julio de 2016, los investigadores federales no estaban seguros de si el uso de esteroides de Mateen fue un factor en el ataque.
En el momento del tiroteo, Mateen estaba casado con su segunda esposa y tenía un hijo pequeño.

### Motivo
En las horas previas al tiroteo, Mateen usó varias cuentas de Facebook para escribir publicaciones en las que prometía venganza por los ataques aéreos estadounidenses en Irak y Siria y para buscar contenido relacionado con el terrorismo. Estas publicaciones, luego de ser eliminadas, fueron recuperadas e incluidas en una carta abierta del presidente del Comité de Seguridad Nacional del Senado de los Estados Unidos, Ron Johnson, al director ejecutivo de Facebook, Mark Zuckerberg, en busca de más información sobre el uso del sitio por parte de Mateen.
Durante el tiroteo, Mateen hizo una llamada al 9-1-1 alegando que era un acto de represalia por el ataque aéreo que mató, entre otros, al militante de ISIS Abu Wahib el mes anterior. Le dijo al negociador que le dijera a Estados Unidos que detuviera el bombardeo.
A pesar de numerosos informes anónimos y nombrados de conexiones LGBT, el FBI no pudo verificar ninguna afirmación de que Mateen era homosexual o frecuentaba bares gay o incluso si sabía que el club nocturno Pulse era un bar gay. La investigación del FBI encontró que los testigos que afirmaban la homosexualidad de Mateen estaban equivocados o se negaron a dejar constancia de sus afirmaciones, y duda de que Mateen fuera gay. Fuentes policiales dijeron que el FBI no encontró fotografías, mensajes de texto, aplicaciones de teléfonos inteligentes, pornografía o datos de ubicación de torres de telefonía que sugirieran que Mateen vivía una vida homosexual, en el armario o no.
El día del tiroteo, el padre de Mateen, Mir Seddique Mateen, dijo que había visto a su hijo enojarse después de ver a una pareja gay besarse frente a su familia en Bayside Marketplace en Miami meses antes del tiroteo, lo que sugirió que podría haber sido un factor motivador. Dos días después, luego de que la orientación sexual de su hijo se convirtiera en tema de especulación, el padre de Mateen dijo que no creía que su hijo fuera homosexual. Sin embargo, la exesposa de Mateen afirmó que el padre de Mateen lo llamó gay mientras estaba en su presencia. Hablando en nombre de ella, su prometido dijo que ella, su familia y otros creían que él era gay y que «el FBI le pidió que no le dijera esto a los medios estadounidenses».
Durante el juicio de su esposa en marzo de 2018, su defensa reveló en una moción que Mateen había buscado en Google «clubes nocturnos del centro de Orlando» y, después de pasar por Disney Springs, viajó entre Pulse y Eve Orlando Nightclub antes de elegir a Pulse como objetivo. Los registros de teléfonos celulares indican que la selección final del Pulse parece haberse hecho con base en la falta de seguridad, no porque fuera un club gay. Los testigos del juicio dijeron que la decisión de tener a Pulse como objetivo se tomó en el último minuto, y la moción de la defensa argumentó que esto «sugiere fuertemente que el ataque a Pulse no fue el resultado de un plan anterior para atacar un club nocturno gay».

## Reacciones

### Nacionales
El presidente Barack Obama se refirió al atentado en una conferencia desde la Casa Blanca, condenando el ataque y calificándolo como «un acto de terror y odio».

### Internacionales

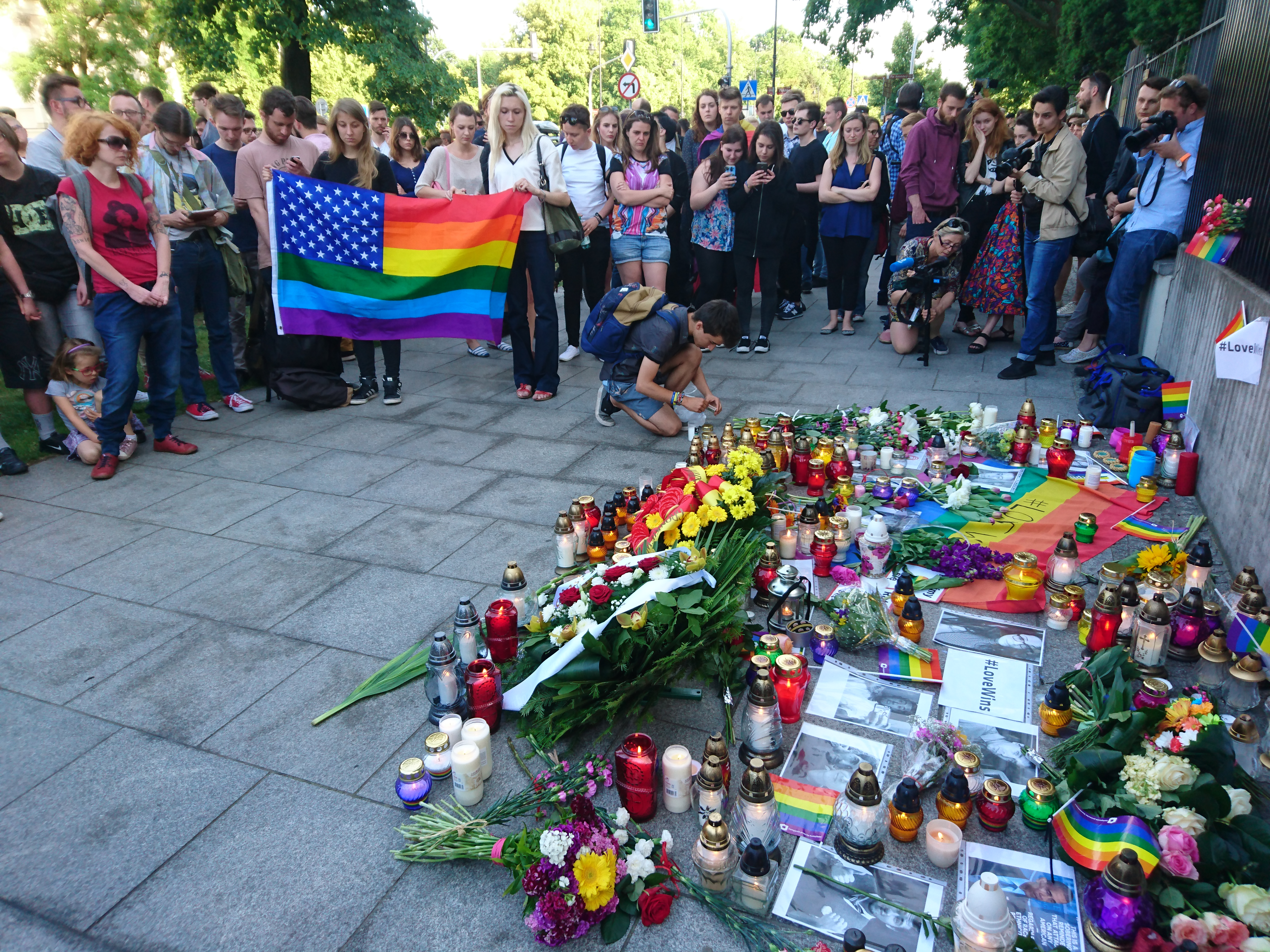
Varsovia (Polonia)

- Argentina: El presidente Mauricio Macri dijo sentirse "consternado por la masacre de Orlando". También señaló que la Argentina "acompaña al pueblo estadounidense y especialmente a las familias de las víctimas y heridos en las horas difíciles."[88] Similar reacción tuvo la canciller argentina Susana Malcorra, quien en un comunicado emitido desde Buenos Aires, expresó que para Argentina "toda forma de violencia y ejecución de actos terroristas son inaceptables y merecen nuestro más enérgico rechazo". En el mismo documento, apeló "a que se condenen a los responsables de este lamentable episodio."[89]
- Bolivia: Líderes de la sociedad boliviana expresaron inmediatamente sus condolencias y repudio a los sucesos acaecidos en Orlando. El expresidente Carlos Mesa, a poco de conocerse los detalles de la matanza, dijo sentirse "acongojado por lo ocurrido en Orlando" señalando además que "la intolerancia y homofobia no deben doblegar el espíritu humano que respeta y celebra la igualdad".[90] El Expresidente boliviano Evo Morales horas después, emitió sus "condolencias para con las familias de las víctimas fatales y heridos de Orlando" además el mandatario dijo "condenar la intolerancia y el libre mercado de armas", esto a través de Twitter.[91]
- Colombia: "Nuestra solidaridad con las víctimas de la masacre en Orlando, Florida. Repudio y condena total a la violencia", manifestó el expresidente de Colombia Juan Manuel Santos en un mensaje dirigido a Obama en su cuenta de Twitter.
- Chile: La presidenta de Chile, Michelle Bachelet, condenó el ataque pidiendo «respeto» hacia la diversidad sexual y envió sus condolencias en nombre del pueblo de Chile a todas las familias de las víctimas.[92]
- Cuba: El presidente de Cuba Raúl Castro aseguró que “Cuba rechaza y condena inequívocamente todo acto de terrorismo o de odio en cualquier lugar, bajo cualquier circunstancia y cualesquiera que sean las motivaciones que se aleguen para ello.”[93]
- España: Tanto el rey Felipe VI,[94] como los cuatro candidatos a Presidente del Gobierno en las próximas elecciones, Mariano Rajoy, Pedro Sánchez, Pablo Iglesias y Albert Rivera, expresaron sus condolencias.[95] Los reyes visitaron la embajada estadounidense para firmar el libro de condolencias, siendo recibidos por el embajador de Estados Unidos, James Costos, perteneciente él mismo a la comunidad LGBT.[96] Además se produjeron numerosas manifestaciones populares de condena en diferentes ciudades.[94]
- México: El presidente Enrique Peña Nieto expresó "Este es un hecho que pone de manifiesto como cuando las palabras que siembran odio, cuando las palabras que son discriminatorias solo provocan eventualmente violencia." y "Este hecho se enmarca precisamente por la violencia desatada ante quizá algo tuvo en origen expresiones de odio, discriminación, de fobia hacia ciertas personas y lo único que llevaron a generar es violencia y ahí está el resultado, trágico y lamentable que el mundo entero lamenta".
- Perú: El presidente peruano Ollanta Humala expresó su sentido pésame y solidaridad al presidente Obama y a Estados Unidos por la pérdida de sus compatriotas. Agregó que es un «hecho terrible» que «no solo debe unirnos en la lucha contra el terrorismo, sino también contra el odio», escribió en Twitter.[97] Por su parte, el presidente electo Pedro Pablo Kuczynski expresó "toda su solidaridad frente al terrible atentado en Orlando", haciendo también un llamado a decirle "no al terrorismo y no al odio."[98]
- Santa Sede: El papa Francisco condenó la masacre y se manifestó «horrorizado» ante los hechos, denominándolo como «una locura homicida y un odio sin sentido».[99]
- Venezuela: la canciller Delcy Rodríguez expresó en Twitter la solidaridad de la República Bolivariana de Venezuela ante «este inhumano ataque producto del odio y la intolerancia», manifestando sus condolencias al pueblo estadounidense.[100]

### Otros
Después del juicio a la esposa de Mateen de 2018, algunos medios de comunicación revaluaron las reacciones, los posibles motivos y la narrativa mediática del tiroteo. Dijeron que no había evidencia para decir que el tiroteo fue motivado por el odio anti-LGBT, aunque un artículo del Huffington Post reconoció que Mateen muy bien pudo haber sido homofóbico.

## En la cultura popular
La cantante estadounidense Madonna lanzó el video musical de su canción «God Control», el cual se inspira en la masacre.